# 二次元禁斷症候群
二次元禁斷症候群（日语：／），類似於纸性恋，是只对动画、漫画、电脑游戏或轻小说插画、绘画中的美少女二次元（虚拟角色）感到性感情、恋爱感情的状态。对现实世界上的人则几乎不产生或完全没有任何兴趣及恋爱感觉，就是“只喜欢二次元人物，不喜欢或讨厌三次元人物”。也被略称为二次元控（ Nijikon）。这个名词最早于1980年代初期在日本提出。
2018年，近藤顯彥舉行婚禮，宣布與虛擬角色初音未來結婚；而至少有3700人購買與初音的結婚證書。社會學家山田昌弘表示，有12%的人自稱曾經喜歡上動漫角色，他認為這主要是因為日本的年輕女性有一半同意「男主外、女主內」的傳統性別角色分工，讓許多薪資較低的男性找不到對象。
還有香港男子和《新世紀福音戰士》的明日香結婚。
21世紀初，學者斎藤環以精神分析研究此現象，認為對御宅族而言，「虛構物本身成為性慾的對象」。

### 延伸閱讀
- 張登傑. . 厝邊頭尾話性別. 2021-07-31  [2022-09-25]. （原始内容存档于2022-09-25）.
- Galbraith, Patrick W. . McLelland, Mark J.; Mackie, Vera  (编). . New York: Routledge. 2014. ISBN 978-0-415-63948-4. OCLC 854611275.
- Novitskaya, Alexandra. . Chiang, Howard; Arondekar, Anjali R.  (编). . Farmington Hills, Mich.: Gale. 2019: 1177–1181. ISBN 978-0-684-32554-5. OCLC 1080321952.